# 片輪車
片輪車（かたわぐるま）は、江戸時代の怪談などの古書に見られる日本の妖怪。炎に包まれた片輪のみの牛車が美女または恐ろしい男を乗せて走り、姿を見たものを祟るとされる。

## 京都の片輪車

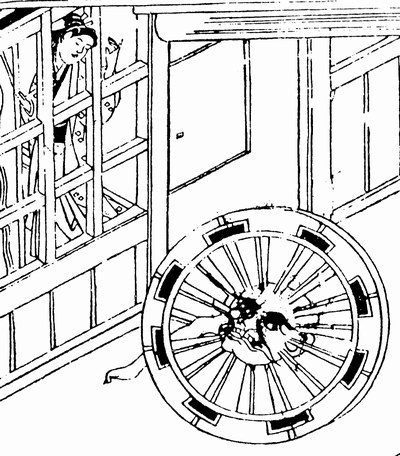
著者不詳『諸国百物語』より「京東洞院かたわ車の事」

延宝年間の怪談集『諸国百物語』巻一「京東洞院かたわ車の事」に記述がある。京都の東洞院通で毎晩のように片輪車が現れ、人々はみな外出を控えていた。ある女が興味本位で夜、家の扉の隙間から外を覗くと、牛車の車輪だけが転がって来て、車輪の中央には凄まじい形相の男の顔が小さな人間の足をくわえており「我を見るより我が子を見ろ」と叫んだ。驚いて女が我が子のもとへ行くと、子供は足を裂かれて血まみれになっていた。片輪車がくわえていたのは、その子供の足だったのである。

## 滋賀県の片輪車
寛保年間の雑書『諸国里人談』に記述がある。寛文時代の近江国（現・滋賀県）甲賀郡のある村で、片輪車が毎晩のように徘徊していた。それを見た者は祟りがあり、そればかりか噂話をしただけでも祟られるとされ、人々は夜には外出を控えて家の戸を固く閉ざしていた。しかしある女が興味本位で、家の戸の隙間から外を覗き見ると、片輪の車に女が乗っており「我見るより我が子を見よ」と告げた。すると家の中にいたはずの女の子供の姿がない。女は嘆き「罪科（つみとが）は我にこそあれ小車のやるかたわかぬ子をばかくしそ」と一首詠んで戸口に貼り付けた。すると次の日の晩に片輪車が現れ、その歌を声高らか詠み上げると「やさしの者かな、さらば子を返すなり。我、人に見えては所にありがたし」と言って子供を返した。片輪車はそのまま姿を消し、人間に姿を見られてしまったがため、その村に姿を現すことは二度となかったという。
津村淙庵による随筆『譚海』にはこれとまったく同様の妖怪譚があるが、近江ではなく信州（現・長野県）のある村での話とされている。『諸国里人談』の近江の話が信州の話に置き換えられたとも、逆にこの信州の話が近江の話として『諸国里人談』に採録されたともいわれる。

## その他

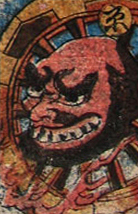
妖怪かるた「京の町へ出るかたわ車」の絵札

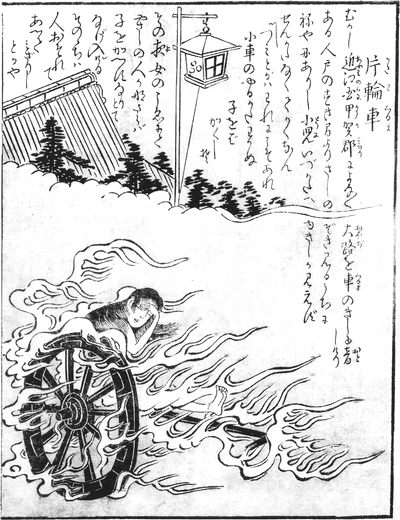
鳥山石燕『今昔画図続百鬼』より「片輪車」

江戸時代の妖怪かるた「京の町へ出るかたわ車」の絵札にある片輪車は『諸国百物語』に基づき、男性の姿で描かれている。対して鳥山石燕の画集『今昔画図続百鬼』では『諸国里人談』に記述に基いて女性の姿であり、解説文でも『諸国里人談』を引用している。また同画集には片輪車に似た妖怪「輪入道」があるが、これは石燕が『諸国百物語』の片輪車をモデルにして描いたものといわれ、そのことから現代では別々の妖怪とみなされることの多い片輪車と輪入道が、もとは同一のものだったとする説もある。
近年の妖怪関連の文献や、妖怪の登場する創作作品では「片車輪（かたしゃりん）」と改称されていることがあるが、これは妖怪研究家の京極夏彦や多田克己によれば、元の名が差別用語に受け取られる可能性があるためと解釈されている。